# Norm Mager
Norman Clifford Mager, detto Norm (Brooklyn, 23 marzo 1926 – Boynton Beach, 17 marzo 2005), è stato un cestista statunitense, professionista nella NBA.

## Carriera

### College
Protagonista della sorprendente doppia vittoria del City College of New York nel National Invitation Tournament 1950 e nel Torneo di pallacanestro maschile NCAA Division I 1950.
Il 28 marzo 1950, durante la finale NCAA, segnò a 10 secondi dalla fine il canestro che chiuse definitivamente la partita contro Bradley (terminata 71-68).

### NBA
Dopo la laurea venne scelto dai Baltimore Bullets al quinto giro del draft NBA 1950.
La sua carriera si interruppe bruscamente durante la stagione 1950-51, quando venne arrestato con l'accusa di aver intascato dei soldi da alcuni scommettitori per pilotare lo scarto di qualche partita di college. Si dichiarò colpevole e beneficiò della sospensione della pena. Venne comunque radiato dalla NBA e abbandonò il basket professionistico.
Diventò in seguito dirigente di una società, la Perfect Building Maintenance.

## Palmarès
- Campione NCAA (1950)
- Campione NIT (1950)